# Delta Star de Gatumba
Delta Star de Gatumba, oder kurz einfach nur Delta Star, ist ein burundischer Fußballklub mit Sitz in dem Colline Gatumba, welcher in der Commune Mutimbuzi innerhalb der Provinz Bujumbura Rural liegt.

## Geschichte
Der Klub wurde im Jahr 1997 gegründet. Erstmals in den bekannten Aufzeichnungen auftauchen tut die Mannschaft des Klubs in der Saison 2001, als man sich in einem Ausscheidungsturnier für die Qualifikation zum CAF Cup im Finale nicht gegen den Muyinga FC durchsetzen konnte. Danach steht das Team in der Spielzeit 2007 in der Interieur Gruppe der nationalen Meisterschaft, für die Qualifikation zu den Playoffs, reicht es aber nicht. Von hier an spielt die Mannschaft auch gesichert erstklassig in der Ligue A. Nach der Runde 2010 muss die Mannschaft mit lediglich vier Punkten jedoch als letzter in die zweite Liga absteigen.
Nach einigen Jahren hatte man sich Stück für Stück wieder nach oben gearbeitet und so gelang zur Saison 2017/18 wieder der Aufstieg in die Ligue A. Gleich am Ende der Spielzeit musste das Team mit neun Punkten als Tabellenschlusslicht wieder absteigen. Im Pokal konnte aber mit dem Finaleinzug der größte Erfolg des Klubs bisher erreicht werden. Dort scheiterte man jedoch mit 1:3 am Vital’O FC. Wiederum den direkten Wiederaufstieg verpasste man dann nach der Spielzeit 2018/19 nach einer 1:2-Hinspielniederlage gegen Inter Star, weil das Rückspiel nur in einem 0:0 endete. Dasselbe passierte auch noch einmal nach der Saison 2019/20, als man wieder in das Playoff-Spiel um den Aufstieg einzog, diesmal aber mit einer 0:2-Hinspielniederlage und einem 1:1 im Rückspiel gegen den Les Eléphants FC wieder in der Ligue B verbleiben musste. Aus dieser Spielklasse musste man im Anschluss an die Spielzeit 2021/22 dann sogar in die Dritte Liga absteigen.